# Hôtel Coulanges
Hôtel Coulanges je městský palác v Paříži. Nachází se na náměstí Place des Vosges č. 1bis ve 4. obvodu.

## Historie
Budovu si roku 1606 nechal postavit královský rádce Philippe de Coulanges a jeho manželka Marie de Bèze. V roce 1626 se zde narodila jejich vnučka Marie, budoucí madame de Sévigné. Poté zde byly vychovávány děti Ludvíka XIV. a madame de Montespan.
V letech 1871-1914 v paláci bydlel postimpresionistický malíř Georges Dufrénoy, než se odstěhoval do sousedního paláce hôtel de Bassompierre.
Dům byl neobydlen od roku 1965 a od října 2009 do října 2010 byl obsazen komunitou Jeudi noir.
Části budovy byly zapsány na seznam historických památek: fasády a střechy roku 1926, schodiště 1953, podloubí s portálem 1954 a strop ve druhém patře 1967.